# Видевшчина
Видевшчина (на руски: Видевщина) е село в Беларус, разположено в Молодечненски район, Минска област. Населението на селото през 2008 година е 461 души.
|  | Тази страница частично или изцяло представлява превод на страницата „Видевщина“ в Уикипедия на руски. Оригиналният текст, както и този превод, са защитени от Лиценза „Криейтив Комънс – Признание – Споделяне на споделеното“, а за съдържание, създадено преди юни 2009 година – от Лиценза за свободна документация на ГНУ. Прегледайте историята на редакциите на оригиналната страница, както и на преводната страница, за да видите списъка на съавторите. ВАЖНО: Този шаблон се отнася единствено до авторските права върху съдържанието на статията. Добавянето му не отменя изискването да се посочват конкретни източници на твърденията, които да бъдат благонадеждни. |

## Літаратура
- Widziewszczyzna, powiat wilejski, gmina Krasne Sioło, Słownik geograficzny Królestwa Polskiego, Tom_XIII/295